# Nycteris vinsoni
Nycteris vinsoni is een zoogdier uit de familie van de spleetneusvleermuizen (Nycteridae). De wetenschappelijke naam van de soort werd voor het eerst geldig gepubliceerd door Dalquest in 1965.